# Alopecia areata
Alopecia areata er pletvist hårtab. Sygdommen kan indebære en alvorlig belastning for selvopfattelse og livskvalitet. Hvis alt hår på hovedet tabes, betegnes tilstanden alopecia totalis, og hvis hårtabet er total over hele kroppen, bruges betegnelsen alopecia universalis.
| Sygdom | Spire Denne artikel om sygdom er en spire som bør udbygges. Du er velkommen til at hjælpe Wikipedia ved at udvide den. |